# Scleria perpusilla
Scleria perpusilla là loài thực vật có hoa trong họ Cói. Loài này được Cherm. miêu tả khoa học đầu tiên năm 1929.